# Die Brücke am Kwai (Roman)

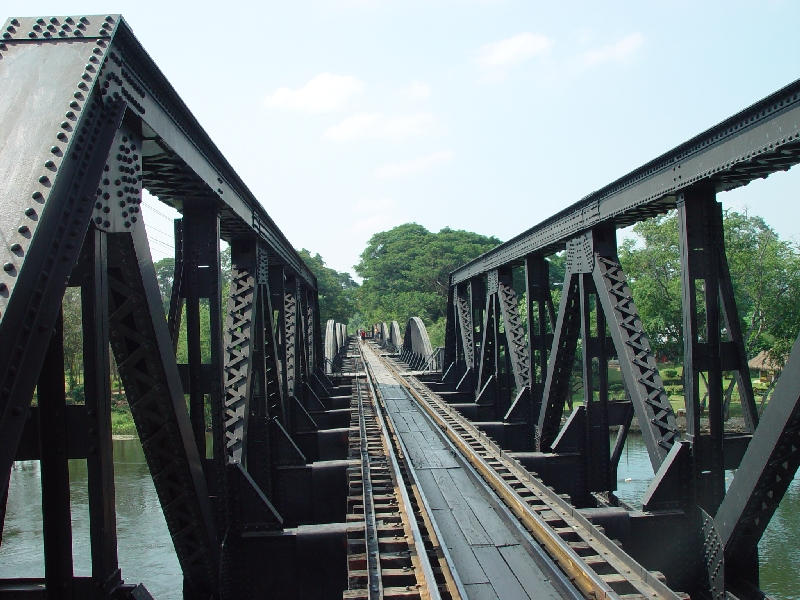
Die Brücke am Kwai, 2003

Die Brücke am Kwai (Originaltitel: Le Pont de la Rivière Kwaï) ist ein 1952 erschienener Roman von Pierre Boulle, der den französischen Literaturpreis Prix Ste Beuve gewann. Er handelt von den Leiden alliierter Kriegsgefangener, die im Zweiten Weltkrieg für die Japaner die Brücke über den Kwai, damals der Mae Nam Mae Klong (Mae-Klong-Fluss), im Zuge der Thailand-Burma-Eisenbahn („Death Railway“ / „Todeseisenbahn“) bauen mussten. Die bislang einzige deutschsprachige Übersetzung stammt von Gottfried Beutel, die 1979 von Erich Thanner ergänzt und überarbeitet wurde.

## Historischer Hintergrund
Das Buch sowie die spätere Verfilmung von David Lean: Die Brücke am Kwai (Großbritannien / USA 1957), mit Alec Guinness in der Hauptrolle, basieren auf einer wahren Begebenheit, dem Bau einer Eisenbahnbrücke in dem westthailändischen Provinzort Kanchanaburi im Jahr 1942. Die Brücke ist Teil einer Eisenbahnstrecke, die gebaut wurde, um die thailändische und die birmanische Eisenbahnlinie zu verbinden. Durch die Verbindung sollte eine durchgehende Linie von Bangkok in Thailand nach Rangun in Birma zur logistischen Unterstützung der japanischen Besetzung Birmas geschaffen werden. Rund 100.000 asiatische Zwangsarbeiter und 16.000 Kriegsgefangene fanden beim Bau der Strecke den Tod, die deshalb die Bezeichnung „Todesbahn“ erhielt.